# エゾヨツメ
エゾヨツメ（学名：Aglia japonica）は、鱗翅目ヤママユガ科のガ。
翅の開は雄では約60ミリ、雌では約90ミリ。前翅の中央部分には黒い紋がある。後翅には青い紋があり、その周りには黒い環がある。
日本産の場合では、ヤママユガ科の中では最も小型である。
成虫の発生時期は4〜5月で、岡山県南部では少なく、中部・北部にかけて比較的多く生息する。
また、イボタガ、オオシモフリスズメ、エゾヨツメを含めたこれらの蛾は、「春の三大蛾」と呼ばれる。
成虫は日没後に行動する。